# Kiekert
Kiekert ist ein international tätiger Automobilzulieferer mit Hauptsitz in Heiligenhaus, Nordrhein-Westfalen. Dazu kommen Standorte in Amerika und Asien. Das Unternehmen wurde vor rund 160 Jahren von Arnold Kiekert gegründet. Seit 2012 gehört es zu einer Gruppe chinesischer Automobilzulieferer.
Das Familienunternehmen Kiekert produzierte zunächst Schlösser für Möbel und spezialisierte sich später auf digitale Kfz-Schließsysteme. Heute ist die Kiekert Marktführer in diesem Bereich. Die Produkte und Technologien des Unternehmens kommen in jedem dritten Auto weltweit zum Einsatz.

## Geschichte

### Gründung als Familienunternehmen
1857 gründete Arnold Kiekert eine Schloss- und Beschlägefabrik in Heiligenhaus bei Düsseldorf. Der Betrieb hatte seinen Sitz zunächst „Am Kämpchen“ im Stadtteil Isenbügel und produzierte Schlösser für hochwertige Möbel. Nach dem Tod des Gründers im Jahr 1886 führten seine Söhne das Unternehmen weiter. 1888 wurde die Produktion an einen neuen Standort in Heiligenhaus verlegt.

### Nationalsozialismus
Kiekert entwickelte und fertigte in der Zeit des Nationalsozialismus von 1933 bis 1945 unter anderem Militärtechnik.

### Entwicklung bis zum Börsengang
1968 beteiligte sich die Unternehmerfamilie Funke am Unternehmen. Ab 1971 hielt sie, zeitweise zusammen mit der Unternehmerfamilie Otto, die Mehrheit. 1976 kam zusätzlich Tack & Gabel aus Wuppertal unter das Dach der Gruppe. Es handelte sich um einen renommierten Hersteller von Kfz-Schlössern. Beide Schwestergesellschaften wurden als rechtlich selbstständige Einheiten weitergeführt.
In den 1980er Jahren trennte sich Funke wieder von Beteiligungen außerhalb des Mediensektors. 1988 wurden 75 % der Anteile an Kiekert und Tack & Gabel an Werner Sterzenbach veräußert. Dieser war seit mehreren Jahren Vorsitzender der Geschäftsführung beider Unternehmen. Kiekert und Tack & Gabel wurden nun organisatorisch und rechtlich sowie in der Außendarstellung zusammengeführt.
In den 1990er Jahren konzentrierte sich Kiekert auf Türschlösser und Schließsysteme für die Automobilindustrie. Andere Geschäftsbereiche wurden veräußert. 1994 führte Sterzenbach die verschiedenen Unternehmensteile in einer Aktiengesellschaft zusammen und brachte sie im Juni 1995 an die Börse. Die Ernstnotierung der Kiekert AG hatte ein Volumen von rund 180 Millionen Mark.

### Einstieg von Finanzinvestoren
Im Jahr 2000 erwarben Fonds der britischen Beteiligungsgesellschaft Schroder Ventures Europe (heute Permira) das Unternehmen. Die verbleibenden Aktionäre wurden abgefunden. Kiekert wurde erneut umstrukturiert, um im globalen Wettbewerb der Automobilzulieferer bestehen zu können. Dennoch geriet das Unternehmen Mitte der 2000er Jahre in wirtschaftliche Schwierigkeiten.
2006 reichte Permira das Unternehmen an die Hedgefonds Bluebay Asset Management und Silver Point Capital unter Beteiligung der US-Großbank Morgan Stanley und der Deutschen Bank weiter. Durch die Transaktion erhielt Kiekert zusätzliches Eigenkapital in Millionenhöhe.
Im Jahr 2007 bezog das Unternehmen seine heutige Zentrale am Höseler Platz.

### Aktuellere Entwicklungen
2012 erwarb der chinesische Automobilzulieferer Hebei Lingyun Industrial (heute North Lingyun Industrial) das Unternehmen. Mit der Übernahme von Kiekert konnte der Konzern seinen Umsatz nahezu verdoppeln. Der Einstieg der Chinesen war beispielhaft für die Expansion der Volksrepublik im Automobilsektor. An der Transaktion beteiligten sich auch weitere chinesische Industrieunternehmen. Kiekert wurde als AG und damit operativ unabhängig von der Muttergesellschaft weitergeführt.

## Unternehmensstruktur

### Grundlagen des Konzerns
Kiekert firmiert als nicht börsennotierte Aktiengesellschaft (AG) nach deutschem Recht. Das Unternehmen ist eine Tochtergesellschaft der Kiekert Holding GmbH. Bei dieser Gesellschaft handelt sich um eine Finanzholding ohne operativen Geschäftsbetrieb. Somit ist Kiekert ein rechtlich selbstständiger und operativ unabhängiger Teilkonzern unter dem Dach der Kiekert Holding GmbH.

### Unternehmensführung
Die Unternehmensführung der Kiekert AG besteht aus Vorstand und Aufsichtsrat. Jérôme Debreu ist Vorsitzender des Vorstands und Chief Executive Officer des Unternehmens. Chloe Lee ist Mitglied des Vorstands und Chief Financial Officer des Unternehmens. Den Vorsitz des Aufsichtsrats hat Kaiquan Luo, sein Stellvertreter ist Uwe Höhndorf, Vorsitzender des Betriebsrats der Kiekert AG.
Der Vorstand von Kiekert wird durch einen Beirat unterstützt, der mit international renommierten Experten aus der Automobilindustrie besetzt ist.

### Globale Präsenz
Der Hauptsitz des Unternehmens befindet sich seit der Gründung ununterbrochen in Deutschland, seit 2007 in einem ehemaligen AEG-Betriebsgebäude am Höseler Platz in Heiligenhaus. Darüber hinaus ist Kiekert derzeit (Stand: August 2023) an zehn Standorten in Europa, Amerika und Asien präsent.
In den 1990er Jahren wurden Produktionsstätten in Tschechien (Přelouč), den Vereinigten Staaten (Wixom), Mexiko (Puebla) und Südafrika (Pretoria) eingerichtet. In den 2000er und 2010er Jahren kamen Standorte in China (Changshu) und Russland (Nabereschnyje Tschelny) hinzu. Außerdem expandierte das Unternehmen nach Südkorea (Seoul) und Japan (Yokohama und Hiroshima).
Ein weiterer Standort ist die Schweiz (Lamone).

## Geschäftstätigkeit

### Fahrzeugschlösser
Das Unternehmen entwickelte 1974 die erste Zentralverriegelung, die das gleichzeitige Ver- und Entriegeln aller Seitentüren von Fahrzeugen ermöglichte. Durch diese Innovation entwickelte sich Kiekert zum weltweit führenden Zulieferer von intelligenten Schließsystemen für die Automobilindustrie. Global ist das Unternehmen mit seinen Technologien in einem Drittel aller Fahrzeuge vertreten (Stand: 2023).

### Schließsysteme
Spätestens seit dem Jahr 2017 setzt Kiekert stärker auf elektronische Schlösser, auch für Ladeanschlüsse. Dadurch werden Griffe an Türen und Klappen zu digitalen Schaltern, die einen softwaregestützten Fahrzeugzugang ermöglichen, beispielsweise durch Smartphones. Darüber hinaus entwickelt Kiekert auch Antriebssysteme, die Türen und Klappen automatisch öffnen und schließen können.

## Kritik
1998 geriet Kiekert in die Schlagzeilen, als die Ford-Werke in Köln die Produktion vorübergehend aussetzen mussten, da Kiekert keine Türschlösser mehr lieferte. Ein Blitzeinschlag hatte zum Ausfall von wichtigen EDV-Systemen geführt. Kiekert lehnte die Unterstützung durch Ford bei der Behebung des Schadens ab. Ford machte Regressforderungen gegen Kiekert geltend.
2020 verhängte die EU-Kommission eine Kartellstrafe gegen Brose und Kiekert. Beide Unternehmen hatten unter Mitwirkung von Magna in einem Zeitraum zwischen 2009 und 2012 unzulässige Preisabsprachen getroffen. Magna hatte diese gemeldet und ging so straffrei aus dem Verfahren hervor.